# رولاندو
رولاندو جورجي بيريس فونسيكا (بالبرتغالية: Rolando Jorge Pires da Fonseca‏) (مواليد 31 أغسطس 1985 في ساو فيتشينتي) هو لاعب كرة قدم برتغالي يلعب حاليا لصالح نادي نادي بورتو البرتغالي.

## روابط خارجية
- رولاندو على موقع الاتحاد الدولي (مؤرشف)  (الإنجليزية)
- رولاندو على موقع الاتحاد الأوربي (الإنجليزية)
- رولاندو على موقع قاعدة بيانات كرة القدم.إي يو (الإنجليزية)
- رولاندو على موقع ليكيب (الفرنسية)
- رولاندو على موقع ناشيونال فوتبول تيمز (الإنجليزية)
- رولاندو على موقع Soccerway.com (الإنجليزية)
- رولاندو على موقع عالم كرة القدم.نت (الإنجليزية)
- رولاندو على موقع كووورة
- رولاندو على موقع AS.com (الإسبانية)